# Tim Patterson
R. Timothy Patterson, kurz Tim Patterson genannt, (* 20. Jahrhundert) ist Geologe, Klimaforscher und Klimaskeptiker. Er ist Professor an der Fakultät für Geowissenschaften an der Carleton University und Direktor des Ottawa-Carleton Geoscience Centre in Ottawa in Kanada. Außerdem ist er Senior Visiting Fellow der School of Geography an der Queen’s University in Belfast, Nordirland und hat einen B.Sc. in Biologie, einen B.A. in Geologie, beide von der Universität Dalhousie, Halifax und einen Ph.D. in Geologie von der University of California, Los Angeles (UCLA).

## Leben
Patterson ist kanadischer Leiter des Projekts 495 des UNESCO Programms für Internationale Geowissenschaften (IGCP) mit dem Titel „Quaternary Land-Ocean Interactions“. Es soll die Veränderung des Meeresspiegels in der Vergangenheit untersuchen und Vorhersagen für die Zukunft treffen. Patterson war darüber hinaus Principal Investigator bei Projekten des Natural Science and Engineering Research Council of Canada (NSERC) und der Canadian Foundation for Climate and Atmospheric Sciences (CFCAS). In diesen Forschungen wurden hochpräzise Klimadaten aus Meeresbecken westlich von Kanada gewonnen.
Er war Gründungsherausgeber der Zeitschrift Palaeontologia Electronica (1998–2000) und ist zurzeit Mitherausgeber des Journal of Foraminiferal Research, einer Zeitschrift für Mikropaläontologie.

## Forschung
Bis zum Jahr 2007 hatte Patterson über 120 Artikel in Zeitschriften mit Peer-Review veröffentlicht. Seine Forschung betont die Dynamik von Klima und Meeresspiegelveränderungen über die letzten Jahrtausende, außerdem erforscht er den Umwelteinfluss von Landnutzung in agrarischen und städtischen Umgebungen.
In Anerkennung seiner Forschungsleistung wurde Patterson der 2002–2003 Carleton University Research Achievement Award für „herausragende Forschung“ verliehen.

### Standpunkt zum Klimawandel
Patterson ist „Klimaskeptiker“ und wendet sich gegen den wissenschaftlichen Konsens zur menschengemachten Erderwärmung, wie er vom IPCC zusammengefasst wird. In einer im Jahr 2004 veröffentlichten Studie schrieb Patterson, dass abrupte Klimawechsel und langfristige klimatische Fluktuationen des späten Holozäns mit externen Faktoren wie Veränderungen der solaren und kosmischen Einstrahlung gut korreliert werden können.
Speziell in Kanada wird der Umgang mit dem Klimawandel kontrovers diskutiert, Pattersons Darlegungen wurden bei Parlamentsanhörungen und unter anderem bei Vorträgen vor dem kanadischen Chapter des Club of Rome wahrgenommen.
Im Juni 2007 veröffentlichte Patterson einen Artikel, in dem er vorhersagte, dass sich das Klima abkühlen werde, da die Sonne im Jahr 2018 in den Sonnenfleckenzyklus 25 eintreten würde. Er stützte seine Vorhersage auf die enge Korrelation zwischen Sonnen- und Klimazyklen in stratigraphischen und paläoklimatischen Analysen verschiedener Sedimentbohrkerne. Sonnenzyklus 25 würde in etwa so schwach ausfallen wie Sonnenzyklen Anfang des 19. Jahrhunderts, also gegen Ende der Kälteperiode der sogenannten Kleinen Eiszeit.
Im Juni 2007 sagte Patterson, dass „die Klimaabkühlung, die mit dem Sonnenzyklus 25 verbunden ist, den Agrarsektor Kanadas betrifft. … Eine Abkühlung, wie sie ab ca. 2018 eintreten wird, wäre eine agrarische und nationale Katastrophe.“
Patterson bezieht sich bei seinen Aussagen auf eigene geologische Forschungen, so Untersuchungen an Bohrkernen in Land-See Grenzbereichen im Holozän und deren Klimazyklizität. Den Arbeiten zufolge sind sie in Übereinstimmung mit dem Verlauf der kosmischen Höhenstrahlung, regionale Studien hat er unter anderem für Ontario, British Columbia, sowie den Nordostpazifik erstellt. Patterson leitet aus seinen Forschungen auch Aussagen u. a. zur Ergiebigkeit von kommerziell bedeutenden Fischvorkommen in Abhängigkeit von der Sonnenaktivität ab.
Die Ergebnisse widersprechen dem IPCC Konsens eines geringeren Einflusses der Sonnenaktivität gegenüber Treibhausgasen deutlich. Patterson bezieht sich hierbei auf Arbeiten, die im gesamten Phanerozoikum Temperatur und Kohlendioxid deutlich voneinander entkoppelt sehen. Dabei geht er jedoch nicht auf die in der Wissenschaft diskutierten Ursachen für das Paradoxon der schwachen jungen Sonne ein.

## Ausgewählte Veröffentlichungen
- R. Timothy Patterson, Andreas Prokoph, Eduard Reinhardt, Helen M. Roe: Climate cyclicity in late Holocene anoxic marine sediments from the Seymour-Belize Inlet Complex, British Columbia. In: Marine geology, Band 242, 2007, Nr. 1–3, S. 123–140
- R.T. Patterson, A.P. Dalby, H.M. Roe, J.-P. Guilbault, I. Hutchinson, J.J. Clague: Relative utility of foraminifera, diatoms and macrophytes as high resolution indicators of paleo-sea level. In: Quaternary Science Reviews, Band 24, 2005, S. 2002–2014
- A.S. Chang, R.T. Patterson: Climate shift at 4400 years BP: Evidence from high-resolution diatom stratigraphy, Effingham Inlet, British Columbia, Canada. In: Palaeogeography, Palaeoclimatology, Palaeoecology, Band 226, 2005, S. 72–92
- R.T. Patterson, A. Prokoph, A.S. Chang: Late Holocene sedimentary response to solar and cosmic ray activity influenced climate variability in the NE Pacific. In: Sedimentary Geology, Band 172, 2004, S. 67–84
- A. Prokoph, R.T. Patterson: Application of wavelet and discontinuity analysis to trace temperature changes: Eastern Ontario as a case study. In: Atmosphere Ocean. Band 42, 2004, S. 201–212.
- R.T. Patterson, A.D. Fowler, B. Huber: Evidence of Hierarchical Organization in the Planktic Foraminiferal Evolutionary Record. In: Journal of Foraminiferal Research, Band 34, 2004, Nr. 2, S. 85–95.
- R.T. Patterson, A. Prokoph, C. Wright, A.S. Chang, R.E. Thomson, D.M. Ware: Holocene Solar Variability and Pelagic Fish Productivity in the NE Pacific. (PDF; 1,03 MB) In: Palaeontologia Electronica, Band 6, 2004, Nr. 1, 17 Seiten
- W.R. Gehrels, G.A. Milne, Jason R. Kirby, R.T. Patterson, D.F. Belknap: Late Holocene sea-level changes and isostatic crustal movements in Atlantic Canada. Quaternary International, Band 120, 2004, S. 79–89.
- Martin Durkin: The Great Global Warming Swindle, DVD, WAG TV 2007. In den Extras ist unter dem Punkt Some real science ein kompletter Seminarvortrag von Tim Patterson zu sehen, der seine klimaskeptischen Thesen darstellt und begründet.

## Akademische Mitgliedschaften
- Direktor von Coquina Press, Herausgeber von Palaeontologia Electronica
- Geological Society of America (GSA)
- Society for Sedimentary Geology (SEPM)
- North American Micropaleontological Society (NAMS)
- International Climate Science Coalition: Patterson ist derzeitiger Chairman dieses internationalen Zusammenschlusses klimaskeptischer Wissenschaftler.